# Phronima bucephala
Phronima bucephala är en kräftdjursart som beskrevs av Giles 1887. Phronima bucephala ingår i släktet Phronima och familjen Phronimidae. Inga underarter finns listade i Catalogue of Life.